# Richard Langlois-Berthelot
 (janvier 2024).
Richard Langlois-Berthelot, né le 22 avril 1893 à Paris et mort le 16 juillet 1974 dans la même ville, est un ingénieur, administrateur et financier français.

## Biographie
Richard Langlois-Berthelot naît le 22 avril 1893 dans le 7e arrondissement de Paris, fils de l'historien Charles-Victor Langlois et de Juliette-Mathilde-Camille Berthelot. Il est le petit-fils du chimiste Marcellin Berthelot. Il est l'époux de Paule Marthe Annette Clemenceau (1895-1979), nièce de Georges Clemenceau.
Il est, comme ses frères, un expert dans les nouvelles technologies (électricité et transports) et un financier. Après des études à l'École supérieure d'électricité (Promo 1920), il participe à la Grande Guerre comme aviateur. Il devient ingénieur en chef à l'Électricité de France (aujourd'hui EDF) et ingénieur conseil à la Compagnie générale d'électricité (Alcatel aujourd'hui), puis, en 1946, président de la Société française des électriciens. Le 9 septembre 1935, il est élu membre de la Société académique du Touquet-Paris-Plage, Le Touquet-Paris-Plage où il habite la villa  Reanne, sise avenue de l’Atlantique.
Il meurt le 16 juillet 1974, dans le 5e arrondissement de Paris.

## Distinctions
Richard Langlois-Berthelot est nommé chevalier de l'ordre national de la Légion d'honneur et décoré de la croix de guerre 1914-1918,.

## Publications
Richard Langlois-Berthelot a publié de nombreux articles et des ouvrages de référence dans le domaine des nouvelles technologies :
- Les Machines asynchrones à champs tournants, à bagues et à collecteur : Théorie générale et applications, 2e édition, Paris, Dunod, 1934
- Les Machines à courants continus : caractéristiques contrôle- applications (préface de Paul Janet), Paris, Gauthier-Villars, 1931
- Production, transformation & transport de l'énergie active et réactive, Paris, Science et industrie, 1934
- La Vie thermique des machines électriques dans les conditions du service, Paris, Gauthier-Villars, 1937
- Électrotechnique appliquée aux machines électromagnétiques tome I, Anatomie et physiologie des machines électriques, Paris, L. Eyrolles, 1943
- Étude électromagnétique générale des machines électriques, Paris, Eyrolles, 1949
- Étude industrielle générale des machines électromagnétiques..., Paris, Eyrolles, 1949
- Les Machines électriques des réseaux, Section I, Les transformateurs statiques ; Section 2, La machine synchrone ; Section 3, Introduction à l'étude des réseaux, Paris, Eyrolles, 1949
- Étude industrielle générale des machines électromagnétiques Section I, Introduction à la technique des machines Section II, La machine vue par le constructeur Section III, La machine vue par l'usager Section IV, Régimes anormaux, Paris, Eyrolles, 1949
- Étude électromagnétique générale des machines électriques, Paris, Eyrolles, 1949
- Les machines électriques des réseaux [...], Paris, Eyrolles, 1949
- (en) Electro-magnetic machines ; translated and revised in collaboration with Lieut.-colonel H. M. Clarke ; with a foreword by C. W. Marshall / Londres, MacDonald & Co, 1953
- Durée de vie, fiabilité, disponibilité des matériels (préf. de Pierre Ailleret), Paris, Dunod, 1968
- Les machines à courants alternatifs à collecteur : rédaction des élèves : année 1930-1931, s.l., Société française des électriciens, 1931
- Les Moteurs électriques pour toutes applications, Paris, Eyrolles, 1950

## Pour approfondir